# 伊万·帕尔菲奥诺夫
伊万·安德烈耶维奇·帕尔菲奥诺夫（俄语：Иван Андреевич Парфёнов；1906年5月1日—1992年3月26日）苏联党和国家领导人。曾任苏联苏联最高苏维埃联盟院主席。

## 生平
- 1906年4月17日（格里历：5月1日）出生于沙俄莫斯科省Staroe村的一个农民家庭。1925年加入联共（布）。
- 1931年1月-1936年7月，莫斯科电力工程学院学习，获得电气工程师资格。
- 1936年7月-1937年10月，莫斯科国家第一发电厂工程师。
- 1937年10月-1939年5月，斯大林格勒水电站经理。
- 1939年5月-1942年4月，苏联铁路人民委员会火车头局局长。
- 1942年4月-1946年，联共（布）莫斯科市委书记，主管交通运输工作。
- 1946年-1950年2月，联共（布）莫斯科市委第二书记。期间，1947年2月-1950年6月，苏联最高苏维埃联盟院主席。
- 1950年4月-1952年9月，莫斯科卡冈诺维奇地铁第一副主任。
- 1952年9月-1955年6月，联共（布）中央社科院学习。
- 1955年6月-1959年1月，莫斯科运输经济研究院副院长。
- 1959年1月-1960年10月，莫斯科铁路工程师工会副教授。
- 1960年10月-1962年，全苏铁路函授学院副院长。
- 1962年-1979年7月，全苏铁路工程师学院电子，自动化和计算机工程系系主任。
- 1979年7月-1986年7月，全苏铁路函授学院副教授。
- 1986年7月起退休，享受联邦养老金待遇。
- 1992年3月26日于莫斯科逝世，享年85岁。葬于莫斯科达尼洛夫公墓。

帕尔菲奥诺夫是第2届苏联最高苏维埃联盟院代表。

## 荣誉
- 列宁勋章
- 一级卫国战争勋章
- 两次劳动红旗勋章
- 荣誉勋章